# ローズ・オブ・ザ・ニュー・チャーチ
ローズ・オブ・ザ・ニュー・チャーチ（The Lords of the New Church）は、1981年に結成されたポストパンク・バンド。1970年代にイギリスとアメリカ双方のパンク・ムーブメントで活躍したメンバーが集結した、いわゆるスーパーグループである。
2001年から2003年、および2007年の短期間に
、2人のオリジナル・メンバー（ブライアン・ジェイムスとデイヴ・トレガンナ）によって再結成された。

## 概要
1981年に、元デッド・ボーイズのスティーヴ・ベイターズ、元ダムドのブライアン・ジェイムスの2人を中心に、元シャム69のデイヴ・トレガンナ、元バラクーダズ（The Barracudas）のニック・ターナーというメンバーで結成された。
デッド・ボーイズ解散後のスティーヴはソロ活動が暫く続くが、ロサンゼルスからイングランドに渡り、シャム69の元メンバーとワンダラーズ (The Wanderers)を結成。しかし商業的には成功とは言えず、元ダムドのブライアン・ジェイムスと出会いローズ・オブ・ザ・ニュー・チャーチを結成する。ニューヨークとロンドンの初期パンクバンドのメンバーが集結した訳だが、サウンドはパンク色は左程強くはなく、キーボードを導入する等、少しゴシックがかったロックや、意外にもポップス的な面もあった。来日公演等、順調に活動する。シングル「Making Time」発売前の1988年よりドラムがニック・ターナーから元アベンジャーズ等のダニー・フューリーに代わる。しかしその後、ボーカル募集の告知を出した他メンバーにスティーヴが怒り、1989年にバンドは解散する。
スティーヴは、セカンド・ソロ・アルバム作成中の1990年6月3日、パリで交通事故に遭い死亡した。
スティーヴは、HARUHIKO ASH（元THE ZOLGE）と親交があった。

## オリジナル・メンバー
- スティーヴ・ベイターズ（Stiv Bators） - ボーカル
- ブライアン・ジェイムス （Brian James） - ギター
- デイヴ・トレガンナ （Dave Tregunna） - ベース
- ニック・ターナー （Nick Turner） - ドラムス

## ディスコグラフィ

### スタジオ・アルバム
- 『ロシアン・ルーレット』 - The Lords of the New Church (1982年、Illegal/I.R.S.)
- 『闇の黙示録』 - Is Nothing Sacred? (1983年、I.R.S.)
- The Method to Our Madness (1984年、I.R.S.)
- Hang On (2003年)

### ライブ・アルバム
- Live at the Spit (1988年、Illegal)
- Scene of the Crime (1988年、Perfect Beat) ※ドイツ盤
- Second Coming (1989年、Perfect Beat) ※ドイツ盤
- The Lords Prayers I (2002年、NMC Music)
- Farewell Tour 1988 (2003年、Get Back) ※イタリア盤
- Los Diablos (2015年、Easy Action)
- Open Your Eyes (2019年、Cleopatra)

### コンピレーション・アルバム
- Killer Lords (1985年、Illegal/I.R.S.)
- The Anthology (2000年、Remedy) ※フランス盤
- The Lords Prayers II (2002年、NMC Music)
- Stories at Dusk (2003年、Alchemy Entertainment)
- Rockers (2007年、Easy Action)
- The Gospel Truth (2012年、Easy Action)

### EP
- Psycho Sex (1987年、Bondage International) ※フランス盤
- Believe it or Not (2002年、NDN)

### シングル
- "New Church" (1982年)
- 「オープン・ユア・アイズ」 - "Open Your Eyes" (1982年)
- "Russian Roulette" (1982年)
- "Live for Today" (1983年)
- "Dance with Me" (1983年)
- "M[urder] Style" (1984年)
- "Method to My Madness" (1984年)
- "When the Blood Runs Cold (Special Remix)" (1985年)
- "Like a Virgin" (1985年)
- "Real Bad Time" (1987年)
- "Dance with Me (1987 Version)" (1987年)
- "Making Time" (1989年)
- "Heaven Stepped Down" (2004年)

### 映像作品
- 『ライヴ・フロム・ロンドン』 - Live From London (1984年、Polygram Video)